# Batalla de Ấp Bắc

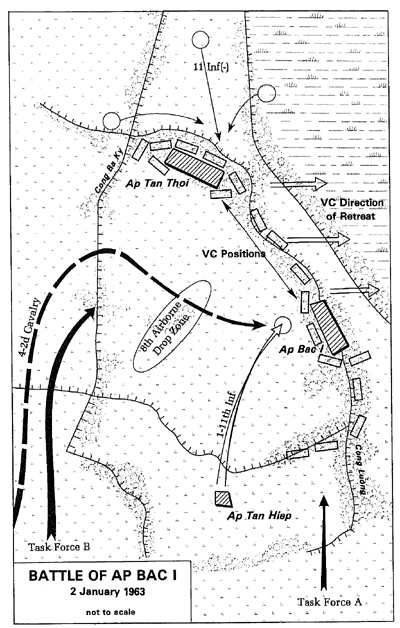
Mapa del campo de batalla.

La batalla de Ấp Bắc fue una gran batalla librada el 2 de enero de 1963 durante la guerra de Vietnam, en la provincia de Định Tường (ahora parte de la Provincia de Tiền Giang), Vietnam del Sur. El 28 de diciembre de 1962, los servicios de inteligencia de Estados Unidos detectaron la presencia de un transmisor de radio junto con una fuerza considerable de soldados del Viet Cong, según se informa, en torno a 120, en la aldea de Ap Tan Thoi en la provincia de Dinh Tuong, donde se encontraba el Ejército de la República de Vietnam (ARVN) 7ª División de Infantería. Para destruir la fuerza del Viet Cong, los survietnamitas y sus asesores estadounidenses planearon atacar Ap Tan Thoi desde tres direcciones utilizando dos batallones provinciales de civiles y elementos del 11º Regimiento de Infantería, la 7ª División de Infantería del ARVN. Las unidades de infantería serían apoyadas por artillería, vehículos blindados de transporte de personal M113 y helicópteros.
En la mañana del 2 de enero de 1963, sin saber que sus planes de batalla se habían filtrado al enemigo, las milicias civiles de Vietnam del Sur marcharon hacia Ap Tan Thoi desde el sur. Sin embargo, cuando llegaron a la aldea de Ap Bac, al sureste de Ap Tan Thoi, fueron inmediatamente inmovilizados por elementos del Batallón 261 del Viet Cong. Poco después, tres compañías del 11º Regimiento de Infantería fueron enviadas a la batalla en el norte de Ap Tan Thoi, pero tampoco pudieron vencer a los soldados de Viet Cong que se habían atrincherado en el área. Justo antes del mediodía, llegaron más refuerzos desde Tan Hiep. Los 15 helicópteros estadounidenses que transportaban a las tropas fueron acribillados por disparos de Viet Cong y como resultado se perdieron cinco helicópteros.
El 4° Escuadrón de Fusileros Mecanizados del ARVN se desplegó para rescatar a los soldados de Vietnam del Sur y a las tripulaciones aéreas estadounidenses que estaban atrapados en el extremo suroeste de Ap Bac, pero su comandante era muy reacio a mover APC pesados M113 por el terreno local. En última instancia, su presencia hizo poca diferencia ya que el Viet Cong se mantuvo firme y mató a más de una docena de miembros de la tripulación del M113 de Vietnam del Sur en el proceso. A última hora de la tarde, el 8º Batallón Aerotransportado del ARVN fue lanzado al campo de batalla y, en una escena que caracterizó gran parte de la lucha del día, quedó inmovilizado y no pudo romper la línea de defensa de la NLF. Al amparo de la oscuridad, el Viet Cong se retiró del campo de batalla, habiendo obtenido su primera gran victoria.
- Datos: Q280468
- Multimedia: First Battle of Ap Bac / Q280468